# Fabio Vullo
Fabio Vullo, född 1 september 1964 i Massa, är en italiensk före detta volleybollspelare. Vullo blev olympisk bronsmedaljör i volleyboll vid sommarspelen 1984 i Los Angeles.